# 팔츠 선제후국
팔츠 선제후국(독일어: Kurfürstentum Pfalz) 혹은 팔츠(Pfalz)는 신성 로마 제국의 일부였던 옛 나라이다. 기원은 로타링기아의 궁정백이며 (915년–1085년), 이후 1085년에 라인 궁정백으로 재설치되었다. 그 뒤로, 어느 옛 시기부터 라인 궁정백은 선제후(Kurfürsten) 역할을 했으며, 1261년 교황의 서신에서 이러한 직함으로 언급됐고, 1356년 금인칙서로 선제후임이 공식화되었다.
오늘날 독일 연방의 라인란트팔츠주의 팔츠 지역 그리고 인접한 프랑스의 알자스와 로렌 (1418년부터 1766년까지 셀츠의 대관소)가 있는 라인강 상류의 좌안에서 그리고 훈스뤼크산맥에서부터 시작하여, 중심도시들인 하이델베르크와 만하임 등을 포함하는, 강 반대편 쪽 오늘날 헤센과 바덴뷔르템베르크가 있는 라인강 우안 그리고 오덴발트산맥과 크라이크가우까지 뻗어 있었다.
라인 궁정백은 프랑크 법에 따라 영토 (프랑켄, 슈바벤, 라인란트)에 황제 대리들을 두었고 신성 로마 제국의 제후 중 가장 핵심적인 세속 제후에 속했다. 1541년에 오토 하인리히 선제후가 루터교로 개종했다. 팔츠의 전성기와 쇠퇴기는 1619년에 보헤미아 왕으로 즉위하며 30년 전쟁의 불씨를 피운 팔츠 선제후 프리드리히 5세의 치세였다. 1648년 베스트팔렌 조약 이후, 황폐화된 땅은 루이 14세가 일으킨 재통일 전쟁으로 더욱 피해를 입었으며 9년 전쟁 (1688–97년)으로 절정에 이르렀다. 1777년부터 바이에른 선제후국과 동군연합 상태에 있던, 팔츠는 게르만 메디아티지룽으로 해체되어 1803년 4월 27일에 바덴 선제후국에 합병되었다.

## 역사

### 배경

로타링기아 공작의 문장

힐데베르트 1세의 프랑크 왕국 궁정에서 궁정백이라는 작위는 535년경에 이미 언급됐다. 궁정백은 특히나 지리적 부분에 있어서, 반자치적 권한을 누리던 공작들 (그리고 이들의 후임자)과 달리 프랑크 국왕의 상설 대리인들이었다. 메로빙거 왕조 시기에, 궁정백들은 순전히 임명직이었으나, 중세 시대에 이르러서는 세습직으로 바뀌었다.
10세기까지, 프랑크 제국은 카롤링거계 왕국인 로타링기아의 영토에 있던 아헨의 왕궁 (Pfalz)을 중심으로 하였다. 이에 따라 로타링기아의 궁정백이 궁정백들 중 가장 권위를 갖게 되었다. 중세 시대에 이뤄진 규벌에 따라, 대부분의 궁정백직은 해당 궁정백과 관련이 있는 지역의 공작들에게 상속되었지만, 로타링기아의 궁정백의 중요성은 독자적 지위를 유지할 수 있게 하였다.
985년, 에초 가문의 자손인 헤르만 1세가 로타링기아(당시에 상, 하 로트링겐으로 분리되어 있었다)로의 궁정백으로 언급됐다. 그의 궁정백 권한이  상 로트링겐에 행사된 동시에, 그의 가문의 영지는 쾰른과 본 일대의 라인란트 일부와 모젤강과 나헤강 일대 지역 등을 포함하여, 프랑켄 남서부 일대에 산재되어 있었다.
경쟁 상대였던 쾰른 대주교들과의 지속적 분쟁으로, 그는 에초 가문이 다스려던 라인강 상류 양안 지역의 영지들이 있던 아이펠 지역 남부와 우퍼라인 지역에 중점을 두게 되었다. 영지 최남단 지역은 알차이였다.

궁정백 문장

마지막 에초 가문 출신의 궁정백 헤르만 2세가 죽은 1085/86년경부터, 팔츠의 권한은 로타링기아에서 군사적 중요성을 상실하고 만다. 실제로도, 팔츠 궁정백의 권력은 그의 후임자 (라악의 하인리히)를 단지 그가 보유한 영토들 (프랑켄 남서부에 라인강 상류를 따라 있던 지역들)에 대한 봉건 유력자로서 지위가 줄어드며 붕괴하였다. 이 시기부터, 그의 영토는 라인 궁정백령으로 알려지게 됐다 (팔츠의 권력이 그곳에서 실제로 행사되서가 아니라, 팔츠 궁정백이 궁정백 지위를 여전히 갖고 있었다고 인정받았기 때문이다).
여러 귀족 가문들이 신성 로마 황제에게 궁정백령을 부여받기 위해 경쟁했으며, 이 중에는 아스카니아 가문, 살름 가문 (1040년의 살름의 오토 1세 백작), 바벤베르크 가문 (1140/41년의 야조미어고트 하인리히) 등이 있었다.
최초의 세습 라인 궁정백은 호엔슈타우펜 가문 출신이자 붉은수염 프리드리히 황제의 이복 동생인 콘라트였다. 1156년에 라인 궁정백에 속했던 영역은 도네르스베르크, 나헤가우, 하르트, 베르크스트라세 그리고 크라이크가우 지역 등 호엔슈탕펜 가문이 보유했던 영토에서 비롯했다 (호엔슈타우펜의 다른 분가는 슈바벤 공국, 프랑슈콩테 등 기타 지역의 영토를 받았다). 이 영토의 대부분은 먼 황가의 조상들인 잘리어 왕가의 황제들 그리고 콘라트의 외가쪽 선조들인 자르브뤼켄의 백작들한테서 받은 것이었다. 이러한 배경은 수세기간 이어진 상속을 통해 형성된 우퍼 그리고 라인 궁정백의 구성을 설명한다. 1182년경, 콘라트는 라인강 위쪽 바하라흐 인근에 있는 슈탈렉성에서 하이델베르크로 거처를 옮겼다.

팔츠 (1329년)

1195년에 콘라트가 죽으면서, 팔츠는 그의 딸 아그네스와 브라운슈바이크의 하인리히의 (비밀) 결혼으로 벨프 가문에 넘어갔다. 하인리히의 아들 소 하인리히가 후계자 없이 1214년에 죽자, 호엔슈타우펜 출신인 프리드리히 2세는 비스텔스바흐 가문 출신 바이에른의 루트비히에게 내려주었다. 바이에른의 비텔스바흐 가문은 1918년까지 팔츠의 영토를 지니고 있었다.
상 바이에른 공작 루트비히 2세의 후계자들 간 영토 분할 기간인, 1294년에 비텔스바흐 가문의 본가가 라인 궁정백령과 암베르크를 중심으로 노르트가우 (도나우강이 있는 바이에른 북부)를 보유하게 됐다. 이 지역이 정치적으로 라인 궁정백과 연관성이 있었기에, 오버팔츠(독일어: Oberpfalz)는 라인강을 따라 있는 니더팔츠와 대조적으로 16세기부터 흔히 부르는 팔츠 지역이 되었다.
1329년에 파비아 조약으로, 루트비히 2세의 아들인 비텔스바흐가 출신 신성 로마 황제 루트비히 4세는 팔츠를 조카들인 루돌프와 루프레히트에게 돌려주었다.

#### 성립

팔츠 (1505년)

1356년 금인칙서에서, 팔츠는 세속 선제후 중 하나로 공인받았고, 세습직 제국 대제상 (독일어: Erztruchseß, 라틴어: Archidapifer) 및 프랑켄, 슈바벤, 라인강, 남독일에 대한 제국 섭정 작위를 수여받았다.이 시기부터, 라인 궁정백은 팔츠 선제후 (독일어: Kurfürst von der Pfalz, 라틴어: Palatinus elector)로 흔히 알려졌다.
가문의 다른 분가들끼리 영토를 나누는 관습 때문에, 16세기 초쯤 팔츠의 비텔스바흐 분가들은 니더팔츠에서는 짐메른, 카이저스라우테른, 츠바이브뤼켄, 그리고 오버팔츠에서는 노이부르크, 줄츠바흐 등이 지배하게 되었다. 하이델베르크를 기반으로 한 팔츠 선제후는 1530년대에 루터교를 수용하게 되는데, 팔츠의 비텔스바흐 본가가 1559년에 단절되면서, 선제후직은 독실한 칼뱅 신도였던 짐메른의 프리드리히 3세에게 넘어가게 됐으며, 팔츠는 유럽 내 칼뱅주의의 중심지 중 한 곳이 됐고, 네덜란드와 프랑스에서 칼뱅주의자들의 봉기를 지원했다.

### 30년 전쟁

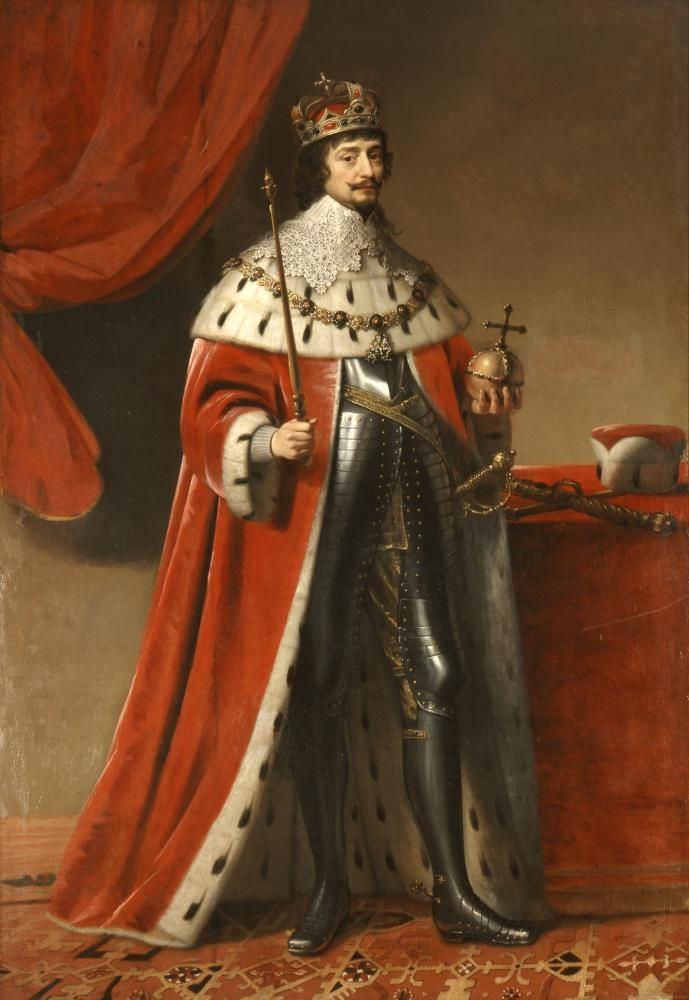
보헤미아 국왕 베드르지흐 1세 (1619년–1620년)

1619년에, 개신교도인 팔츠 선제후 프리드리히 5세는 보헤미아의 왕위를 받아들였다. 이는 인류 역사에서 가장 파괴적인 분쟁 중 하나인 1618년에서–1648년까지 지속된 30년 전쟁을 발발시켰으며, 신성 로마 제국의 독일 지역 대부분에 군사 활동, 폭력, 기근, 질병 등으로 8백만 명이 넘는 사망자를 발생시켰다. 독일 지역의 사상사 및 파괴 비율에 있어서, 1945년 1월에서 5월 기간 바로 다음으로 높고 독일 역사에 깊은 전쟁 트라우마를 남겼다.
프리드리히는 백산 전투에서 페르디난트 2세 황제 군대에게 패하며 1620년에 보헤미아 왕위에서 물러났다. 1621년–1622년 기간, 팔츠는 스페인과 바이에른 군대에 점령당했고 프리드리히는 네덜란드 공화국으로 망명을 떠났다. 그의 영토 및 선제후 권리는 가톨릭 교도는 바이에른의 막시밀리안 1세에게 넘겨졌고, 이 시기부터 그는 바이에른 선제후가 됐다.
1632년에 프리드리히가 죽은 뒤, 그의 딸 엘리자베트 공녀와 아내 보헤미아 왕비 엘리자베스 스튜어트는 프리드리히의 아들 카를 루트비히와 개신교도 들에게 팔츠를 되돌려주기 위해 백방으로 활동했다. 베스트팔렌 조약으로 1648년에 30년 전쟁이 종전되자, 카를 루트비히는 니더팔츠 영토와 '팔츠 선제후' 지위를 회복하지만 다른 선제후들보다 낮은 지위에 놓이게 됐다. 그의 뒤를 1680년에 팔츠 선제후 카를 2세가 잇지만 짐메른가는 1685년에 그가 사망하면서 남계는 단절되고 말았다.
1670년에, 카를 2세의 여동생 팔츠의 엘리자베트 샤를로테는 루이 14세의 남동생 오를레앙의 필리프와 혼인하였는데, 이를 근거로, 루이 14세는 팔츠의 절반이 프랑스 것이라 주장했다. 팔츠에 대한 직계 후계자는 노이부르크의 가톨릭 궁정백이자 율리히와 베르크의 공작 팔츠 선제후 필리프 빌헬름이었다. 그의 장녀 엘레오노레가 레오폴트 황제와 혼인하는 한편, 또 다른 딸 마리아 안나는 1690년에 스페인의 카를로스 2세와 혼인했다.

### 9년 전쟁
프랑스가 팔츠에 대한 권리를 행사하기 위해 1688년 9월에 팔츠를 침공하면서, 팔츠를 두고 형성된 광대한 연관 관계가 이 분쟁을 급속도록 확대시키며, 9년 전쟁의 발발로 이끌었다. 프랑스군은 1689년에 철수하게 되지만, 철수하기 앞서 하이델베르크의 대부분과 주요 도시 20곳, 여러 마을을 파괴하였다. 이 파괴는 라인란트의 넓은 지역 곳곳에서 체계적으로 진행됐으며 특히 팔츠 지역에서 집중되었는데, 팔츠는 1693년에 다시 한번 약탈을 당하기도 했다. 이때 프랑스가 일으킨 파괴는 유럽의 많은 곳을 충격에 빠트렸다. 이후에 프랑스는 1697년 레이스베이크 조약에서 팔츠에 대한 권리를 포기했다.

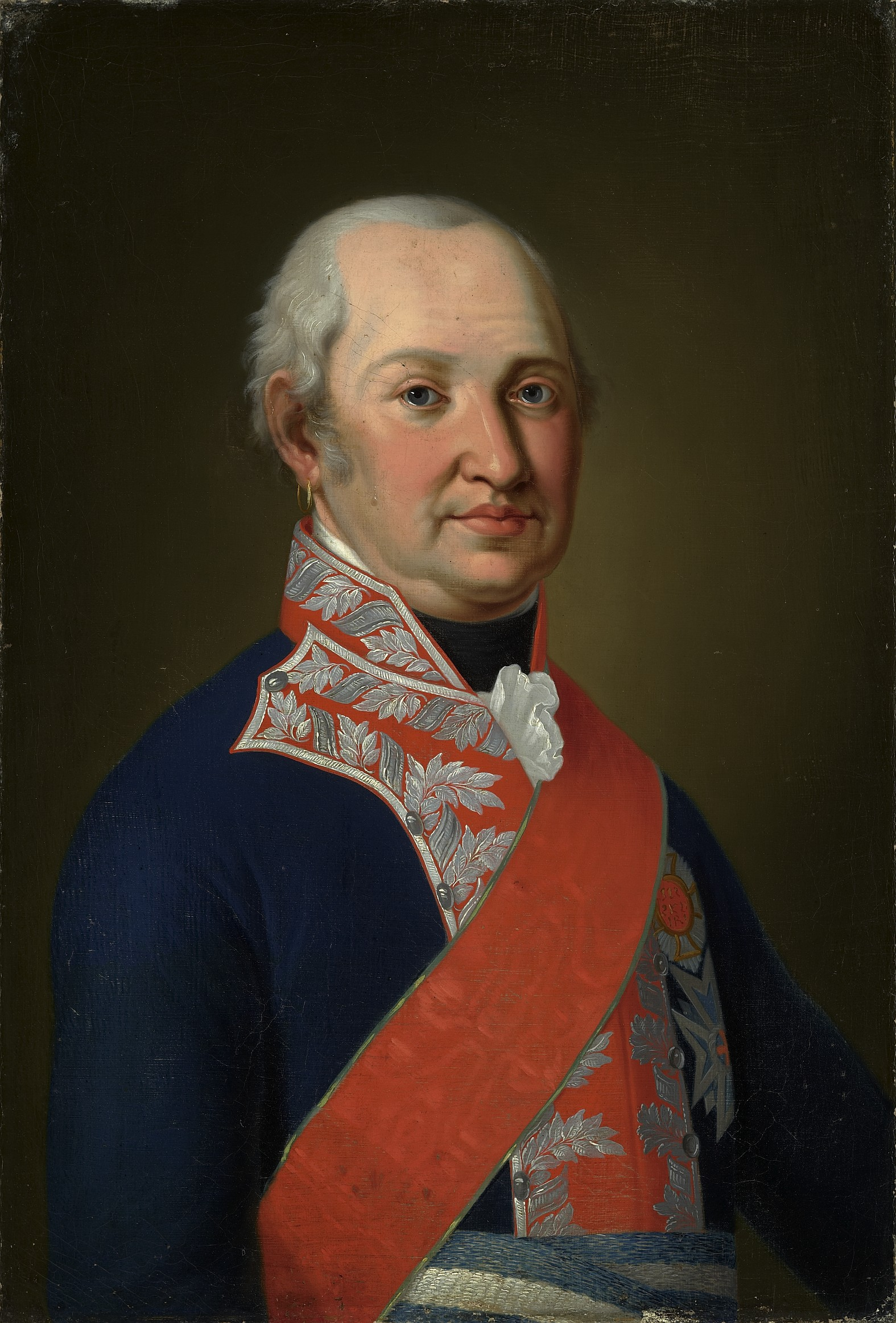
바이에른 선제후 막시밀리안 1세 요제프 (1799년–1806년)

요한 빌헬름이 1690년에 선제후로 즉위했고, 거처를 처음에는 뒤셀도르프로 바꾸었다가 다시 하이델베르크로 돌아온 뒤에 결국에는 1720년 만헤임으로 옮겼다. 그의 아버지처럼 그는 가톨릭교도였는데, 이런 점으로 인하여 1555년의 아우구스부르크 조약에 따라 팔츠의 개신교도 대다수는 이론적으로는 가톨릭으로 개종해야만 했다. 국가 소유의 교회 재산 다섯에서 일곱 곳을 개혁교회 또는 칼뱅교회에 할당하고 나머지는 가톨릭에 남기기로 합의한 1705년 '팔츠 교회 분할'는 한편 일부 지역에서는 인구의 40%가 넘는 루터교도를 배제시켰다.
1716년에, 카를 필리프가 형제에게 선제후 자리를 물려받았고, 1742년 1월에는 친척인 카를 알브레히트가 300년이 넘는 기간 동안에 최초의 비합스부르크 출신 황제가 되도록 도왔다. 그는 1742년 12월에 사망했고 팔츠는 당시 줄츠바흐 공작인 카를 테오도르에게 넘어갔는데, 그는 또한 1777년에 바이에른 선제후국을 상속하였다. 두 선제후국에 대한 작위와 권한은 합해져, 카를과 그의 후임자들은 바이에른 선제후에 대한 투표권과 우선권을 유지할 수만 있었지만 그럼에도 '라인 궁정백' 지위를 계속 사용하였다.

### 메디아티지롱
라인강 좌안의 팔츠 영토는 1795년에 프랑스에 병합되며, 대부분은 몽토네르 데파르망의 일부가 됐다. 이 영토들에 대한 상실은 파리 조약에서 막시밀리안 1세 요제프 선제후가 받아들였다. 라인강 우안에 영토는 1805년 프레스부르크 조약으로 신성 로마 제국이 해체된 뒤, 바덴 선제후에게 주어졌다. 나머지 비텔스바흐가 영토는 막시밀리안 1세 요제프가 바이에른 왕국으로 통합하였다.

## 문장과 기
1156년에 프리드리히 바르바로사 황제의 형제 호엔슈타우펜의 콘라트가 궁정백이 되었다. 호엔슈타우펜 가문의 옛 문장인 사자 문장은 팔츠의 문장이 되었다.
혼인을 통해, 팔츠의 문장은 또한 벨프 그리고 후대에는 비텔스바흐 가문의 문장 일부를 갖게 됐다. 바이에른의 문장은 바이에른 지역 내 선제후의 영토와 관련하여 사용되었다. 바이에른 문장은 1623년에 막시밀리안 1세가 팔츠 선제후 지위가 되면서 팔츠 사자와 바이에른 문장을 반영하며 변화되었고, 우측에 나타난 문장과 같이 사용되었다. 1356년부터, 보주가 신성 로마 제국의 집사장으로서의 지위를 나타냈다.

문장:
비텔스바흐가가 사용한 문장
팔츠짐메른가가 사용한 문장
팔츠짐메른가가 사용한 문장
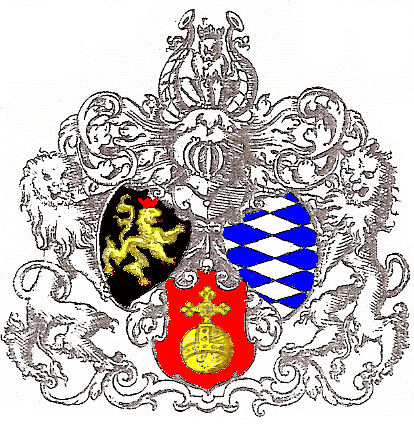
1703년부터 사용한 대국장

깃발:
1329–1776 팔츠의 의전기
14세기 중엽에 팔츠를 상속한 비텔스바흐가 출신들이 사용한 변형형
국가 색 (Landesfarben) 기 (대체 기)
1604년 도안
1776년–1789년 도안 (바이에른와 통합)

## 유산

라인란트팔츠의 문장

1806년에, 바덴이 대공국 지위에 올랐고 만하임을 포함한 옛 팔츠의 영토들은 바덴의 영토가 되었다. 1814년 그리고 1815년의 빈 회의 때, 라인강 좌안의 팔츠 남부 영토는 복구되었고 메디아티지롱을 통해 프랑스와 새로운 국경까지 규모가 확대되어 (옛 슈파이어 주교국, 슈파이어 제국자유도시 등등을 포함), 합스부르크가의 오스트리아제국에 일시적으로 주어졌다. 이때 이후로 '팔츠'라고 주로 알려진 곳은 바로 이 새로운 지방이었다. 라인강 우안의 팔츠 지역은 바덴에 남는 한편 북쪽 영토는 프로이센 (라인주 (프로이센)) 및 헤센 대공국 (라인헤센)의 영토가 되었다.
1816년, 팔츠는 바이에른이 오스트리아에 넘겨준 티롤 지역에 대한 사전에 마련된 교환 조건에 따라 비텔스바흐가의 바이에른 왕국 공식 영토 (라인크라이스)가 되었다. 팔츠의 영토 대부분은 제2차 세계 대전(1918년 이후 바이에른 자유국)이 끝날 때까지 바이에른의 일부로 남아있었고, 일부 서부 지역은 제1차 세계 대전 이후 자르 분지 지역이 되었다.
1946년 9월에 팔츠는 라인강 좌안 지역에 있는 프로이센 (1937년까지 올덴부르크의 고립영토였던 옛 비르켄펠트 대공국을 폼한 라인주의 남부 지역과 나사우주의 서부 지역) 및 라인헤센의 영토와 더불어 라인란트팔츠 연방주의 일부를 형성했다. 옛 자르 분지 지역은 회복되어 프랑스의 자르 보호령을 구성하기 위해 규모가 확대되었다가, 1956년에 자를란트라는 이름으로 독일에 반환됐다.

## 같이 보기
- 궁정백

## 추가 서적 자료
- Sophia of Hanover (2013). 《Memoirs (1630–1680)》. The Other Voice in Early Modern Europe: The Toronto Series, 25. Edited and translated by Sean Ward. Toronto: Iter Inc. & Centre for Reformation and Renaissance Studies. ISBN 978-0-7727-2148-8. LCCN 2013496220. OCLC 857794451. OL 31002050M.